# Lucernaria
Haliclystus is een geslacht van neteldieren uit de familie van de Haliclystidae. De wetenschappelijke naam werd in 1776 gepubliceerd door Otto Friedrich Müller. Soorten van dit geslacht zijn te vinden in Europa, Amerika en Antarctica.

## Soorten
- Lucernaria australis Vanhöffen, 1908
- Lucernaria bathyphila Haeckel, 1880
- Lucernaria haeckeli (Antipa, 1892)
- Lucernaria infundibulum Haeckel, 1880
- Lucernaria janetae Collins & Daly, 2005
- Lucernaria quadricornis O. F. Müller, 1776
- Lucernaria sainthilairei (Redikorzev, 1925)
- Lucernaria walteri (Antipa, 1892)

Niet geaccepteerde soorten
- Lucernaria auricula Fabricius, 1780 → Manania auricula (Fabricius, 1780)
- Lucernaria campanulata Lamouroux, 1815 → Calvadosia campanulata (Lamouroux, 1815)
- Lucernaria convolvulus Johnston, 1835 → Craterolophus convolvulus (Johnston, 1835)
- Lucernaria cyathiforme M. Sars, 1846 → Depastrum cyathiforme (M. Sars, 1846)
- Lucernaria discoidea Eales, 1938 → Calvadosia campanulata (Lamouroux, 1815)
- Lucernaria fascicularis Fleming, 1814 → Lucernaria quadricornis O. F. Müller, 1776
- Lucernaria helgolandica Leuckart, 1867 → Craterolophus convolvulus (Johnston, 1835)
- Lucernaria leuckarti Taschenberg, 1877 → Craterolophus convolvulus (Johnston, 1835)
- Lucernaria nagatensis Oka, 1897 → Calvadosia nagatensis (Oka, 1897)
- Lucernaria octoradiata Lamarck, 1816 → Haliclystus auricula James-Clark, 1863
- Lucernaria phrygia Fabricius, 1780 → Candelabrum phrygium (Fabricius, 1780)
- Lucernaria pyramidalis Haeckel, 1880 → Lucernaria quadricornis O. F. Müller, 1776
- Lucernaria vanhoeffeni Browne, 1910 → Calvadosia vanhoeffeni (Browne, 1910)